# Centropodia forsskalii
Centropodia forsskalii là một loài thực vật có hoa trong họ Hòa thảo. Loài này được (Vahl) Cope mô tả khoa học đầu tiên năm 1983.